# Fritidsskada
Fritidsskada är en försäkringsterm som avser skador som har ådragits utanför arbetet, och därmed inte anses vara en arbetsskada.